# The Reason Why I’m Talking S--t
The Reason Why I’m Talking S--t ist ein Album des US-amerikanischen Jazzsaxophonisten Eddie Harris, das 1975 aufgenommen und im folgenden Jahr bei Atlantic veröffentlicht wurde.

## Rezension
Die Rezension von Allmusic stellte fest: „Es ist eine Zusammenstellung von Eddie Harris Comedy-Monologen vor Sets in Nachtclubs in Minneapolis, Evanston, Milwaukee und Redondo Beach […] Trotzdem hat man das Gefühl, dass die erste Seite das frustrierende Vorspiel vor der Musik ist, die niemals kommt.“

## Titelliste
Alle Titel wurden, soweit nicht anders vermerkt, von Eddie Harris komponiert
1. „People Getting Ready to Go See Eddie Harris“ – 8:16
2. „What I’m Thinking Before I Start Playing“ – 4:49
3. „Are There Any Questions“ – 10:23
4. „The Reason Why I’m Talking“ – 0:11
5. „The Next Band – Music: Brother Soul, Pt. 1“ – 2:54
6. „Ain’t Shit Happening – Music: Brother Soul, Pt. 2“ – 4:04
7. „Projects and High Rises – Music: Bee Bump“ – 4:52
8. „Singing and Straining – Music: The Aftermath“ – 6:47
9. „People Enjoying Themselves“ – 4:02
10. „Eddie Atlantic“ – 1:39